# Thyrsotarsa platybyrsa
Thyrsotarsa platybyrsa är en fjärilsart som beskrevs av Edward Meyrick 1921. Thyrsotarsa platybyrsa ingår i släktet Thyrsotarsa och familjen spinnmalar. Inga underarter finns listade i Catalogue of Life.